# Loima
Loima (en rus: Лойма) és un poble de la República de Komi, a Rússia, segons el cens del 2010 tenia 237 habitants.